# Cryptamorpha nepalensis
Cryptamorpha nepalensis là một loài bọ cánh cứng trong họ Silvanidae. Loài này được Sen Gupta & Pal miêu tả khoa học năm 1996.